# 薩特爾卡峰

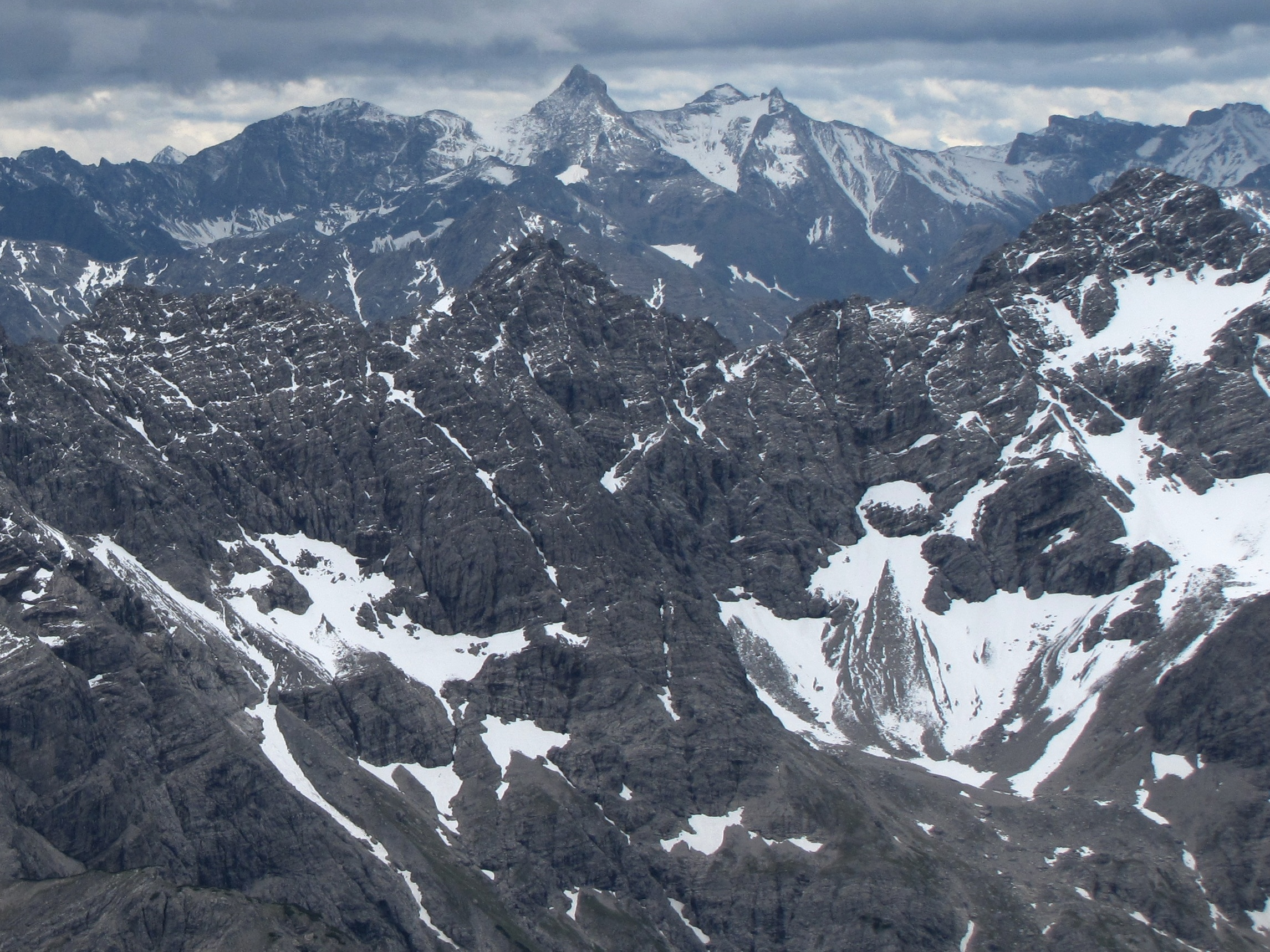

47°19′40″N 10°26′52″E / 47.32778°N 10.44778°E
薩特爾卡峰（德語：Sattelkarspitze），是奧地利的山峰，位於該國西部，由蒂羅爾州負責管轄，屬於阿爾高阿爾卑斯山脈的一部分，距離諾彭峰0.4公里，海拔高度2,552米。